# 1807 en Bretagne
 Chronologie de la Bretagne
- 1803
- 1804
- 1805
- 1806
- 1807
- 1808
- 1809
- 1810
- 1811

Cette page recense des événements qui se sont produits durant l'année 1807 en Bretagne.

## Société

### Naissances
- 1er février à Brest : Amédée Larrieu, homme politique français décédé le 30 septembre 1873 à Paris.

- 17 juillet à Brest (Saint-Pierre Quilbignon) : Nicolas-Hippolyte Labrousse, mort le 22 août 1871 à Bagnères-de-Bigorre, amiral français (vice-amiral) de la marine française du Second Empire qui s'est illustré durant la Guerre de Crimée. Il était également ingénieur naval spécialiste de la machine à vapeur, de la propulsion à hélice et des coques en fer. Henri Dupuy de Lôme a repris à son compte son travail et ses idées. Labrousse publia des ouvrages sur ses travaux. Il obtint le soutien de l'amiral Joseph Romain-Desfossés.